# 派爾雙角鮟鱇
派爾雙角鮟鱇（學名：Diceratias pileatus）為輻鰭魚綱鮟鱇目棘茄魚亞目雙角鮟鱇科的其中一種，為深海魚類，分布於大西洋熱帶及亞熱帶海域，棲息深度640-1430公尺，體長可達23.5公分，生活習性不明，不具任何經濟價值。